# みなみ飛香
みなみ 飛香（みなみ ひかり、1994年12月27日 - ）は、日本の女子プロレスラー。東京都品川区出身、東京都立蒲田高等学校卒業。
2012年8月21日以降は活動を休止していたが、2015年11月27日に復帰した。

## 所属
- 我闘姑娘（2006年 - 2007年2月28日）
- アイスリボン（2007年3月1日 - 2012年12月31日）
- フリーランス（2015年11月 - 2016年1月8日）
- アップルスタープロレス（2016年1月9日 - 2017年）
- アイスリボン（2023年7月17日 -  ）

## 経歴・戦歴
2006年
- 2月12日、東京・板橋グリーンホール大会において、対あいか対さくらえみ対ひなた対きのこ（5WAY）戦でデビュー。
- 同年4月、我闘姑娘興行終了後の挨拶時に当時のアイアンマンヘビーメタル級王者・あいかを襲撃、第226代王者となった。
- 7月30日、東京・新木場1stRINGにおいて、市井舞と対戦。敗れる。
- 9月24日、東京・新木場1stRINGにおいて、春日萌花と対戦。ジャックナイフ固めで敗れる。

2007年
- 1月8日、「けんとひかり」のタッグチーム名で大家健と初タッグを結成。以降、大家健大好きキャラになる。
- 1月27日、リングネームを尊敬する「みなみ鈴香」にあやかり「みなみ飛香」へ変更。
- 3月1日、アイスリボンに移籍。

2008年
- 学業と部活動（陸上競技）に専念するため、長期休業に入る。
- 12月13日、市ヶ谷大会、昼の部で活動再開を宣言し、夜の部に聖菜とのエキシビションマッチで復帰。当面、学校と部活動が被らない休日のみの参戦となった。

2010年
- 2月21日、スポルティーバ名古屋大会に高校受験の2日前にもかかわらず遠征に参加。藤本つかさとICE×60王座タイトルマッチを戦う。
- 5月4日、マッスルハウス9後楽園ホール大会にて司会を務める。
- 7月19日、板橋グリーンホール大会において、ICE×60王座タイトルマッチを第8代王者さくらえみと戦い、ブロックバスターホールドで勝利。第9代王者となる。
- 8月27日、19時女子プロレスにおいてICE×60王座防衛戦をコマンド・ボリショイと戦い、防衛に失敗。
- 9月23日、後楽園ホール大会においてコマンド・ボリショイの持つICE×60王座にリターンマッチとして挑戦し、敗れる。
- りほ似の覆面レスラー・ブラックチェリー1号の仲間にみなみ似のブラックチェリー2号が加わり、チェリーと抗争を展開。
- 12月24日、SMASH「ハプニングEve'」新宿FACE大会にてSMASH初参戦。KUSHIDA・都宮ちいと組み、木高イサミ・児玉ユースケ・真琴組と対戦。都宮が真琴からフォールされ敗戦。
- 12月31日、年越しプロレス後楽園ホール大会においてりほ・つくしとヤングチームを結成し、バンビ・真琴・星ハム子のアダルトチームと対戦し勝利。

2011年
- 1月3日、ユニオンプロレス後楽園ホール大会にて、さくらえみ似の3号を加えたブラックチェリー軍がチェリー・松本浩代・大畠美咲と対戦するも、チェリーの春夜恋で2号がフォールを奪われ敗戦。
- 1月4日、アイスリボン新木場1stRING大会「新春リボン」においてりほと組み、志田光・藤本つかさの持つインターナショナル・リボンタッグ王座に挑戦するも敗退。
- 1月30日、キックボクシング女子大会・J-GIRLS新宿FACE大会のアイスリボン提供試合に出場。藤本つかさと組んでさくらえみ・りほ組と対戦し、ブロックバスターホールドでりほから勝利。
- 2月6日、アイスリボン今池ガスホール大会「名古屋リボン」にて、「けんとひかり」でウルトラマンロビン・GENTARO組と対戦するも、ガッツ星人の介入により大家健とGENTAROが洗脳されてしまい、ウルトラマンロビンとのタッグにチーム変更。ブロックバスターホールドで大家から勝利。
- 4月9日、アイスリボン280・道場マッチにて、新北京プロレスのヨネヤマカオ・リーと組んでさくらえみ＆Rayが持つインターナショナル・リボンタッグ王座に挑戦するが敗れた。
- 5月5日、アイスリボン後楽園ホール大会にて、「けんとひかり」でタッグトーナメントに出場するも初戦敗退。
- 5月25日、19時女子プロレスにて、つくしが持つインターネットシングル王座に挑戦し勝利、第2代王者となる。
- 6月1日、19時女子プロレス1周年記念大会にて、都宮ちいを相手にIW19王座防衛戦を戦うも敗れ、防衛に失敗。
- 6月15日、アイスリボン299・イサミレッスル武闘館にて、19日に復帰戦を行うマサ高梨が復帰挨拶中にさくらえみにアイアンマンヘビーメタル級王座のベルトを奪取され、その後、当時練習生だった長野レミ（デビュー後は長野ドラミに改名）がエキシビジョン終了後にさくらえみを急襲してベルトを奪取。直後にリングに上がって長野のデビューを決めて共に喜んだのもつかの間、長野を襲ってベルトを奪った。しかし、大会終了後に再びさくらえみにベルトを奪われた。最終的にベルトは高梨に戻った。
- 7月18日、666との合同興行「YOUNGリボンわっしょい!!Vol.2」にてダイナスティとのタッグでミックスドタッグ1DAYトーナメントに参戦し優勝。
- 8月21日、アイスリボン後楽園ホール大会「不思議の国のアイス2011」にて藤本つかさの持つICE×60王座に挑戦し、ブロックバスターホールドで勝利。第12代王者となる。
- 8月28日、道場マッチにてアイスリボン退団を控えた都宮ちい（現・ミクロ）のICEx60王座挑戦を受け、ブロックバスターホールドで勝利し初防衛に成功。
- 9月9日、ヤングリボン認定ミックスドタッグ王座に認定される。9月の間、道場マッチを自身のプロデュース大会として行ったものの、試合は休場を続けた。
- 10月5日、休場を疑問視した志田光のICEx60王座挑戦を受け、ブロックバスターホールドで勝利し防衛。
- 10月9日、イギリス・ノッティンガムで行われたプロレスリングEVE対アイスリボンの対抗戦においてシャナのICEx60王座挑戦を受け、ブロックバスターホールドで勝利し防衛。
- 11月6日、DDTプロレスリング大阪府立体育会館第二競技場大会にTKG48の助っ人として参戦。高木三四郎と組み、大石真翔・男色ディーノ組と対戦し、ダンスを披露するも、試合中に「ほもいろクローバーZ」に寝返る。
- 11月19日、アイスリボン道場大会にて藤本つかさのICE×60王座挑戦を受け敗北。タイトルを失い、今後はほもいろクローバーZ入りを目指すことを宣言。
- 11月27日、DDTプロレスリング後楽園ホール大会にてほもいろクローバー新メンバーオーディション試合に出場し、4人の新メンバーのうちの1人に選ばれる。
- 12月4日、阿佐ヶ谷Loft Aにて行われたトークイベント「若さ爆発！ミドルティーン女子プロレスラーのお茶会」に出演。

2012年
- 8月20日、新木場1stRINGでのTeens7を最後に大学受験のため無期限活動休止に入る[2]。
- 12月31日付けを以ってアイスリボンを正式退団。

2014年
- 7月5日、同期の真琴がプロデュースする「私立・プロレス学園」に来場。
- 7月13日、JWPの同学年勝愛実の引退試合にも来場。

2015年
- 11月27日、アップルスタープロレス旗揚げ戦にて復帰戦を行い浜田文子と対戦、ムーンサルトプレスで敗れる[1]。

2016年
- 1月9日、後楽園ホールにて開催のアップルスタープロレス2ndインパクト開催前に芸能事務所アップルスター専属になった事を発表。

2017年
- 新木場大会をもってアップルスタープロレスが解散（プロレス部門撤退）。プロレス活動を休業した。

2021年
- 5月、共にキッズレスラーとして活動した ひなたと共にYouTubeチャンネル「るうもすちゃんねる」配信開始。

2023年
- 6月17日のアイスリボン・SKIPシティ大会にひなたと共に姿を見せ、7月17日横浜大会でのアイスリボン復帰（ひなたは再デビュー）を発表。
- 9月17日の成増大会において左肘を骨折。全治5か月の診断が下り、欠場に入る[3]。

## タイトル歴
DDTプロレスリング
- 第226代&第235代&第847代アイアンマンヘビーメタル級王座

アイスリボン
- 第9代ICE×60王座
- 弟12代ICE×60王座

19時女子プロレス
- 第2代19時女子プロレス認定インターネットシングル王座

アイスリボン・666
- 初代ヤングリボン認定ミックスドタッグ王座

## 得意技
はりきりキック
「ハリキリ〜!」と絶叫しながらビッグブーツ。ミサイル式・スワンダイブ式も見せる。
カト・クン・リー式ロープワーク
回転しながらサードロープを高速で渡り、相手をかく乱する。通称はカトクン・ヒカリー。
カミカゼ
カナディアン・ロッキーバスター。雪崩式も使用。
ひかりナックル
ヨーロピアン・クラッチ
三角跳びボディアタック
プランチャ・スイシーダ
スカイダイビングプレス
「ひゃっほー」と歓声を上げてからのダイビングボディプレス。スワンダイブ式ボディプレスも見せる。
魔神風車固め
ブロックバスターホールド
一撃必殺のフィニッシュホールド。大きく美しいブリッジは「プロレス界一」、「世界一」とも称される。

## 入場テーマ曲
- 「愛でいこうぜ」（工藤慎太郎）

## 人物
- 母方の叔父の同級生に元女子プロレスラーのみなみ鈴香がおり、2007年1月27日にリングネームを変更した際、みなみ鈴香の承諾を得ている。2010年7月18日のJWP後楽園大会では、「海狼組（マリン・ウルフ）」で鈴香のタッグパートナーだった北斗晶が名付け親となったムーン瑞月のデビュー戦の相手となった。
- 我闘雲舞でリングアナウンサー・レフェリーとして在籍している聖菜とは、幼稚園の頃からの付き合いで、小学校・中学校も同じ学校。我闘姑娘で聖菜がデビューした時の対戦相手も務めている。このとき飛香はアイアンマンヘビーメタル級王者であったため、タイトルマッチとなっている。
- アイスリボン在籍当時は全選手中長身で、しかも身体能力にも優れる。中学では陸上部に在籍し、休業中の中学2年時、都の選抜選手に選ばれた。
- 10代女子主催興行「Teens」の旗揚げを提唱し、代表に就任。Teens興行やアイスリボンの自身プロデュース大会でも、選手によるダンスパフォーマンスを取り入れている。